# Singapore/Il mondo di papà
Singapore/Il mondo di papà è un singolo dei Nuovi Angeli, pubblicato nel 1972.

## Tracce
Lato A
1. Singapore (Renato Pareti, Roberto Vecchioni)

Lato B
1. Il mondo di papà (Mauro Paoluzzi, Pasquale Canzi, Roberto Vecchioni)